# Druyes-les-Belles-Fontaines
Druyes-les-Belles-Fontaines là một xã của Pháp,tọa lạc ở tỉnh Yonne trong vùng Bourgogne.

## Hành chính
| Danh sách các thị trưởng               |           |               |      |                     |
| Giai đoạn                              | Giai đoạn | Tên           | Đảng | Tư cách             |
| tháng 3 năm 2001                       |           | Henri Gascuel |      | Architecte retraité |
| Tất cả các dữ liệu trước đây không rõ. |           |               |      |                     |

## Thông tin nhân khẩu
| Năm | 1962 | 1968 | 1975 | 1982 | 1990 | 1999 |
| --- | ---- | ---- | ---- | ---- | ---- | ---- |
| Dân số | 330  | 376  | 334  | 309  | 302  | 288  |
| From the year 1962 on: No double counting—residents of multiple communes (e.g. students and military personnel) are counted only once. |      |      |      |      |      |      |